# Gryphon (groupe)
Pour les articles homonymes, voir Gryphon.
Gryphon est un groupe rock progressif britannique, originaire de Londres, en Angleterre. Il est principalement actif dans les années 1970 et depuis 2015.

## Biographie

### Première période (1971–1979)
Gryphon est formé en 1972 par Richard Harvey et Brian Gulland, deux anciens élèves de la Royal Academy of Music passionnés de musique médiévale. Ils sont rejoints par le guitariste Graeme Taylor et le batteur Dave Oberlé, qui officiait jusqu'alors dans un groupe de hard rock.
Le premier album du groupe, simplement intitulé Gryphon, sort en 1973 sur le label Transatlantic Records. Il se compose principalement de reprises d'airs traditionnels avec des instruments d'époque (basson, tournebout, flûte, etc.), dont Pastime with Good Company, une composition du roi Henri VIII d'Angleterre. Le style musical de Gryphon se rapproche davantage du rock progressif en vogue à l'époque sur ses albums suivants, Midnight Mushrumps et Red Queen to Gryphon Three, tous deux sortis en 1974. Ces deux albums voient l'arrivée d'un bassiste, Philip Nestor. Le second est une longue suite entièrement instrumentale qui mêle des inspirations médiévales, baroques et progressives.
Gryphon accompagne le groupe Yes en tournée en Europe et aux États-Unis pour promouvoir leur album Relayer entre 1974 et 1975. Par la suite en 1975, Graeme Taylor, Malcolm Bennett et Dave Oberlé jouent sur une chanson, The Nature of the Sea, du premier album solo Beginnings de Steve Howe, le guitariste de Yes. Graeme Taylor quitte le groupe après l'enregistrement du quatrième album, Raindance, paru en 1975, qui inclut notamment une reprise de Mother Nature's Son des Beatles. Gryphon se sépare après un cinquième et dernier album, Treason, sorti en 1977 sur le label Harvest Records.

### Retour (depuis 2007)
En septembre 2007, Gryphon annonce sur son site web la sortie d'un nouvel album après plus de 31 ans d'absence. Ils suggèrent la possibilité de tourner à Londres, ce qui arrive finalement le 6 juin 2009 au Queen Elizabeth Hall, de Londres, 32 ans après leur dernière performance. Les autres membres originaux - Richard Harvey, Brian Gulland, Graeme Taylor et Dave Oberlé - jouent une sélection de pièces instrumentales issues de leur album Gryphon.
Une autre tournée est repoussée, puis faite en six dates au printemps 2015, avec d'autres dates en 2016 dont le Cropredy Convention de Fairport Convention et un retour à l'Union Chapel Hall. Au printemps 2016, le départ de Richard Harvey est annoncé. Peu après, Gryphon recrute deux nouveaux membres : Keith Thompson au hautbois, flûte et tournebout, et Rory McFarlane à la basse.

## Membres

### Membres actuels
- Brian Gulland — basson, tournebout, flûte à bec, claviers (1973-1977, 2009, depuis 2015)
- Graeme Taylor — guitares, chant (1973-1975, 2009, depuis 2015)
- Dave Oberlé — batterie, percussions, chant (1973-1977, 2009, depuis 2015)
- Graham Preskett — clavier, mandoline, guitare, violon, percussions (2009, depuis 2015)
- Rory McFarlane — basse (depuis 2016)
- Andy Findon - cuivres et bois (depuis 2017)

### Anciens membres
- Richard Harvey — flûte à bec, tournebout, mandoline, claviers, chant, chœurs (1973-1977, 2009, 2015-2016)
- Philip Nestor — basse, chant (1974)
- Malcolm Bennett (Malcolm Markovich) — basse, flûte (1974-1975)
- Alex Baird — batterie (1977)
- Jonathan Davie — basse, basse acoustique (1975-1977, 2009, 2015)
- Bob Foster — guitares (1977)
- Keith Thompson —  flûte à bec, tournebout, hautbois (2016–2017)

## Discographie
- 1973 : Gryphon
- 1974 : Midnight Mushrumps
- 1974 : Red Queen to Gryphon Three
- 1975 : Raindance
- 1977 : Treason
- 2002 : About As Curious As It Can Be
- 2003 : Glastonbury Carol
- 2018 : ReInvention
- 2020 : Get Out Of My Father's Car!